# Xã Greenwood, Quận Oceana, Michigan
Xã Greenwood (tiếng Anh: Greenwood Township) là một xã thuộc quận Oceana, tiểu bang Michigan, Hoa Kỳ. Năm 2010, dân số của xã này là 1.184 người.